# Pachnobia livalis
Pachnobia livalis là một loài bướm đêm trong họ Noctuidae.